# Miceneo
En la mitología griega Miceneo o Micenas fue el fundador epónimo de Micenas, hijo de Espartón y nieto de Foroneo.
Los propios lacedemonios negaban descender de este rey, pues no querían relacionarse con la dinastía argiva de Foroneo. Según ellos, el nombre de la ciudad derivaría de Micene, una hija del río Ínaco.
Otra versión muy difundida era que Micenas fue fundada por Perseo en el lugar donde cayó el puño de su espada (mires en griego) o donde encontró un hongo (mikes) del que, al arrancarlo, brotó una fuente que calmó su sed.